# Alonzo Chappel
Alonzo Chappel (ur. 1 marca 1828 w Nowym Jorku, zm. 4 grudnia 1887 w Middle Island) – amerykański malarz. Najbardziej znany z dzieł przedstawiających wydarzenia z amerykańskiej rewolucji oraz historii Stanów Zjednoczonych z początków XIX wieku.

## Galeria

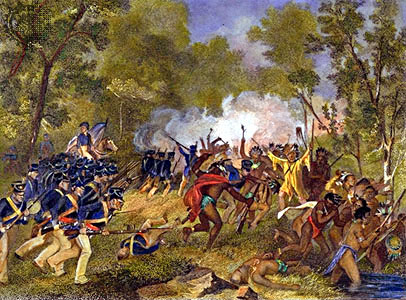
Bitwa pod Tippecanoe
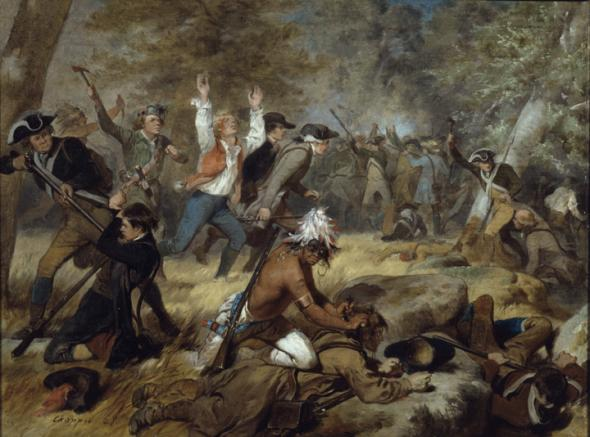
Bitwa w Wyoming
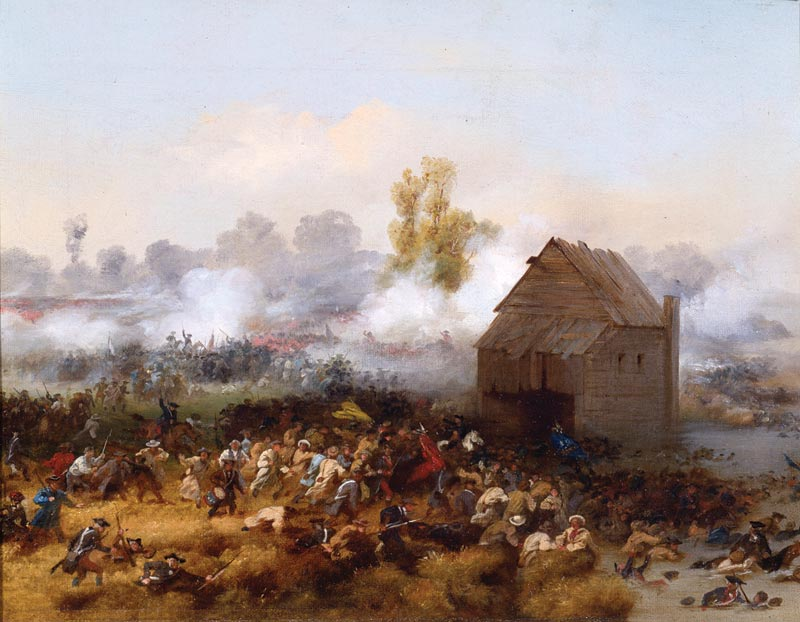
Bitwa na Long Island
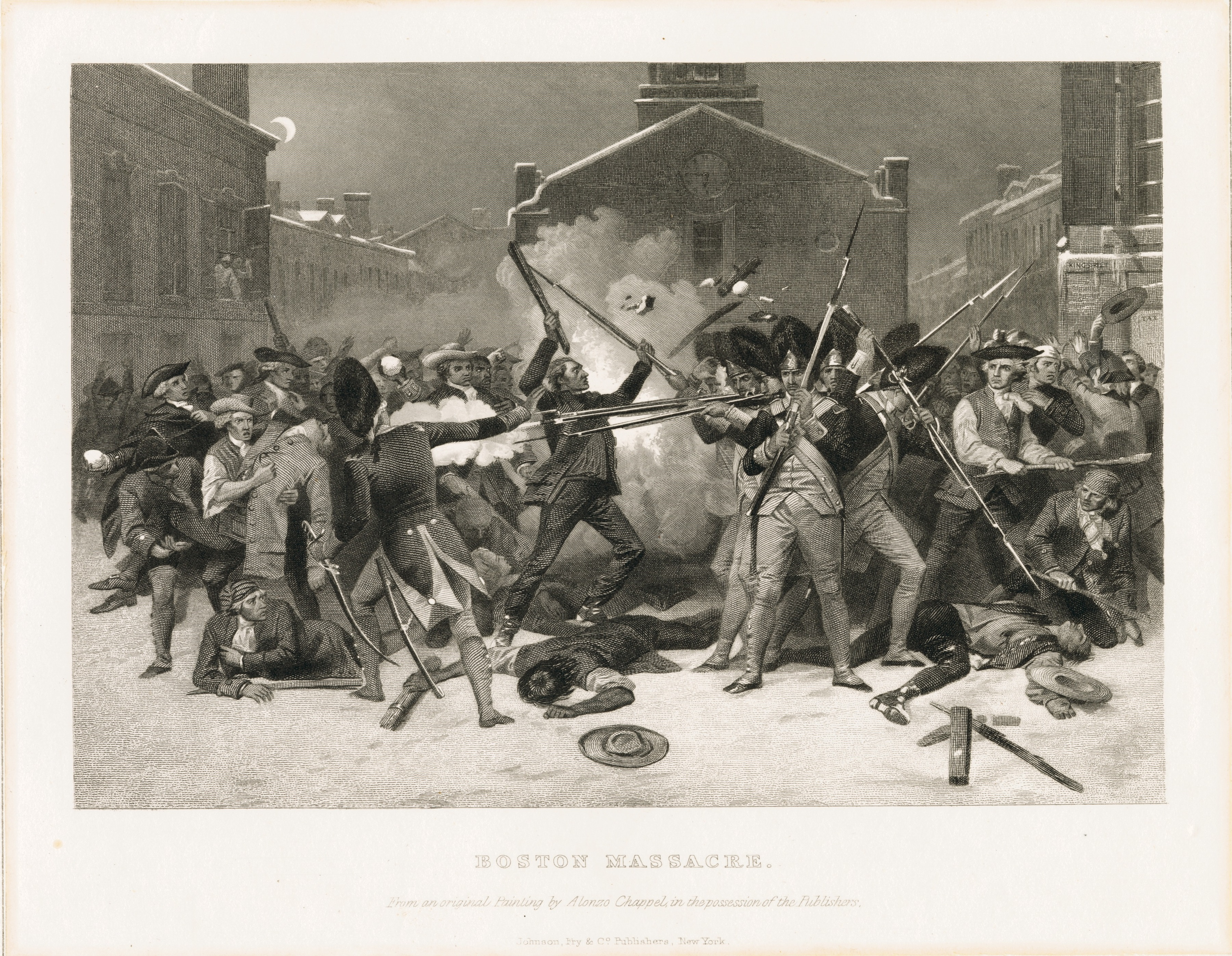
Masakra bostońska
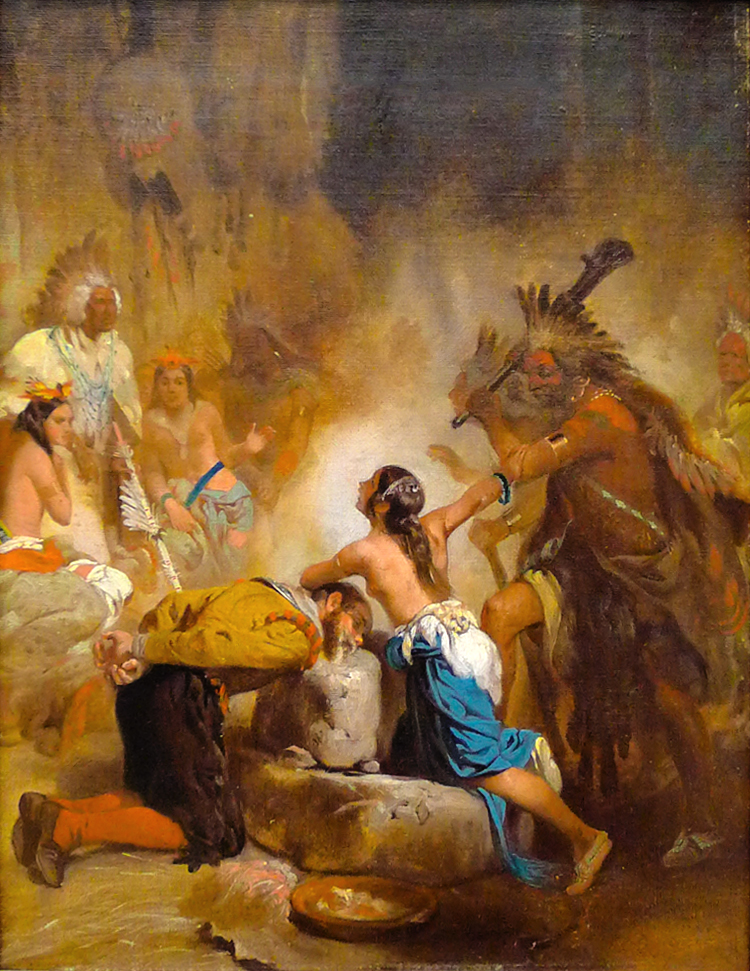
John Smith ratowany przez Pocahontas